# Bošilec

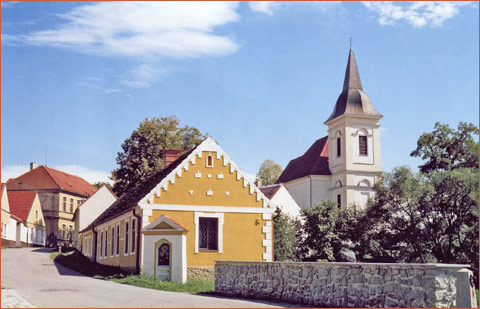
Kirche St. Martin in Bošilec

Bošilec (deutsch Boschiletz) ist eine Gemeinde in Tschechien. Sie liegt im Okres České Budějovice im Jihočeský kraj. Die Gemeinde hat eine Fläche von 9,58 km² und hat 205 Einwohner (Stand: 2016).

## Geographie
Bošilec liegt etwa 24 km nordöstlich von Budweis entfernt und etwa 106 km südlich von Prag. Bošilec grenzt an Dolní Bukovsko und Dynín im Okres České Budějovice sowie an Ponědrážka, Sviny und Veselí nad Lužnicí im Okres Tábor. Durch Bošilec verläuft die Dálnice 3, ein Teil der Europastraße 55.

## Ortsteile
- Bošilec

## Bevölkerungsentwicklung
| Jahr      | 1869 | 1880 | 1890 | 1900 | 1910 | 1921 | 1930 | 1950 | 1961 | 1970 | 1980 | 1991 | 2001 | 2011 | 2021 |
| --------- | ---- | ---- | ---- | ---- | ---- | ---- | ---- | ---- | ---- | ---- | ---- | ---- | ---- | ---- | ---- |
| Einwohner | 459  | 489  | 460  | 458  | 465  | 438  | 461  | 299  | 317  | 280  | 267  | 217  | 192  | 191  | 213  |

## Sehenswürdigkeiten
- Die Kirche St. Martin von Bošilec weist mit einer einem riesigen Delphin (eigentlich Jonas Wal) nachgeformten versilberten Kanzel eine echte Kuriosität auf. Die Kanzel war 1786 aus einer anderen Kirche hierher gebracht worden. Die Altäre sind in einem schönen Akanthus-Spitzenwerk gestaltet.
- Die Bošilecký-Brücke ist überregional durch das Volkslied „Na tom bošileckym mostku“ bekannt.

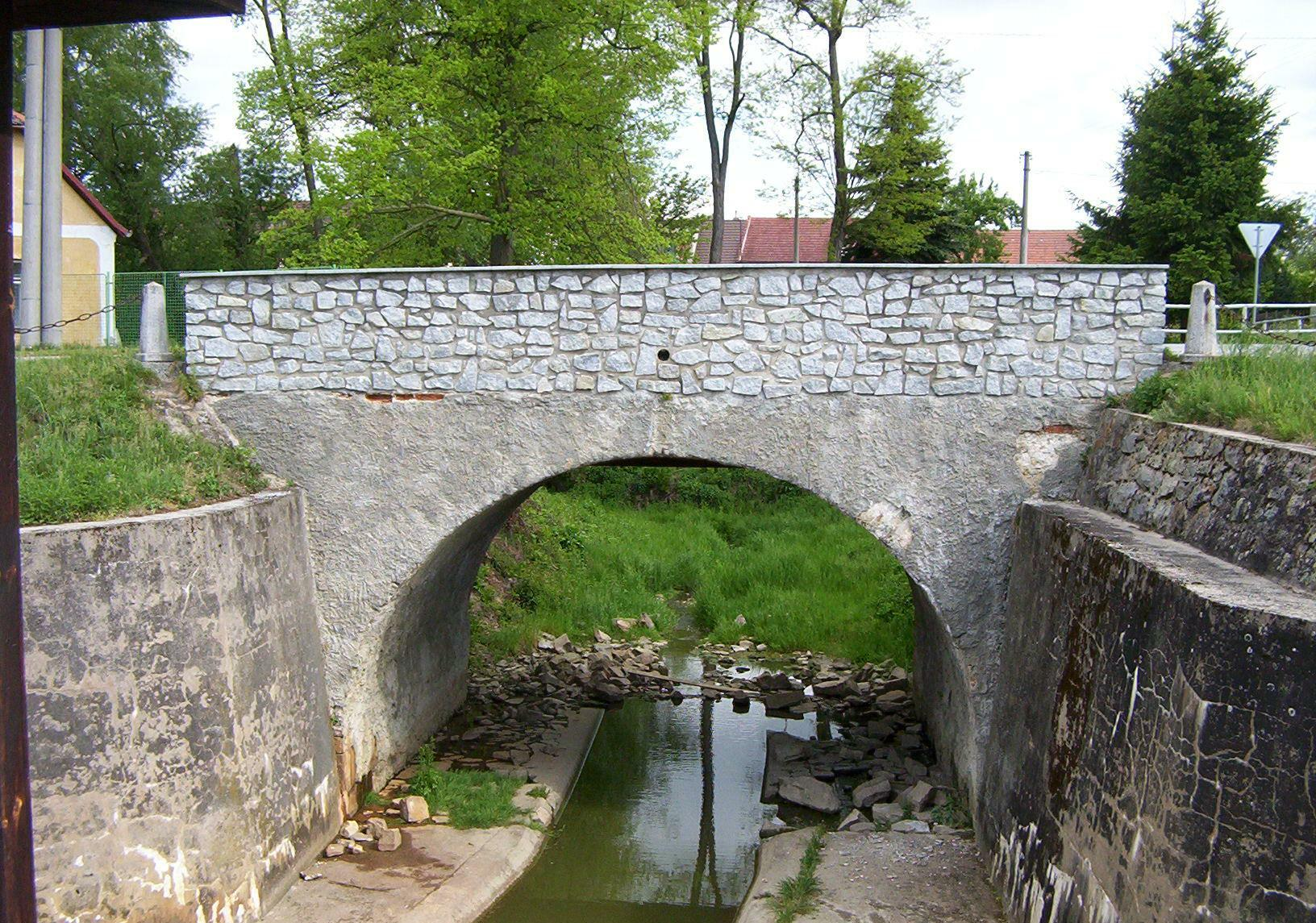
Bošilecký-Brücke

## Persönlichkeiten
- Milan Vondruška (1925–unbekannt), Politiker der Kommunistischen Partei der Tschechischen Republik